# Comptar amb els dits

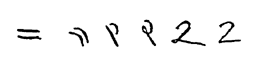
Evolució

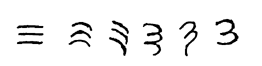
Evolució del 2 i el 3 des de l'Índia a la numeració aràbiga

Comptar amb els dits és segurament la manera de comptar més antiga i és molt probable que ja fos utilitzada en la prehistòria. Està en l'origen de la forma dels signes en la majoria dels sistemes de numeració, però, lògicament, és molt més fàcil de veure amb claredat en els més antics que en els més moderns. Amb els dits de les mans es pot arribar a comptar fins a 1024, usant el codi binari.

## Diverses formes

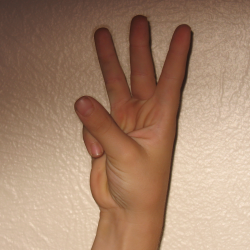
Una de les formes d'indicar el nombre 3 amb els dits

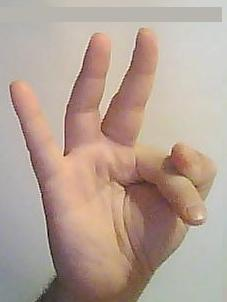
Forma xinesa d'indicar el nombre 3

Encara que el càlcul amb els dits sembla gairebé instintiu en l'espècie humana (un dit pot simbolitzar, es podria dir metaforitzar mímica ment a un objecte qualsevol), es noten alguns mètodes particularment interessants:
- Els nombres romans semblen haver sorgit com un esbós de càlcul posicional (encara que mai es va arribar a la perfecció del càlcul manual xinès), en efecte l'origen del signe' I' sembla derivar de cada dit per separat, en tant que l'origen del signe numeral' V' (equivalent al 5 "aràbic") derivaria de la posició conjunta del polze i l'índex, d'aquesta manera la numeració romana amb càlculs digitals posicionals, per combinatòria dona la possibilitat de representar diversos nombres: I = 1, V = 5, IV = 4, VI = 6, etc. Després es van afegir signes que no corresponien a la representació dels dits sinó (basant-se en la forma de numeració grega) a lletres (X, C, D, L, M) - en el cas de la X (= 10) però es pot suposar la superposició mímica de dos V (V+Λ). En tot cas el terme dígit etimològicament deriva de la paraula llatina que correspon a l'espanyola dit (de la mà) i hauria donat lloc al nom del nombre 10, com que deu són els dígits (originalment els dits de les mans) aquí es pot notar que els sistemes decimals es basen originàriament en el mòdul 10 corresponent als deu dits de les mans.
- També és possible comptar amb els dits en el sistema duodecimal. Sol fer-se amb les falanges, per exemple:

1. El polze sobre la primera falange del dit índex.
2. El polze sobre la segona falange del dit índex.
3. El polze sobre la tercera falange del dit índex.
4. El polze sobre la primera falange del dit del mig.

I així successivament fins a arribar a 12: el polze sobre la tercera falange del dit petit.
- Diverses cultures (per exemple la maia) han recorregut als dits de mans i peus, això sembla haver donat origen als sistemes de numeració vigesimal, és a dir la basada en mòduls de 20 com que, normalment, l'ésser humà té 20 dits.

- En l'Extrem Orient, particularment en Xina s'ha desenvolupat una elaborada tècnica o metodologia de comptar amb els dits de la mà. Aquesta utilitza els dits en forma de càlcul posicional, semblant a l'ús dels comptes d'un àbac, permetent realitzar missatges precisos de forma senzilla i veloç.